# Dr. Raúl Osorio Lazo
Dr Raúl Osorio Lazo es uno de los sectores que conforman la ciudad de Cabimas en el estado Zulia (Venezuela). Pertenece a la parroquia Jorge Hernández.

## Ubicación
Se encuentra entre los sectores La Pastora y Punto Fijo al norte (calle San Mateo), un área industrial al este (parte rural de la parroquia Rómulo Betancourt) (Av 42 y carretera L)), Cerca De el Barrio Los Mojones Campo Lindo y José Félix Rivas al oeste (Av 34) y el Barrio Nuevo Mundo al sur (carretera L).

## Zona residencial
Raúl Osorio Lazo se encuentra en el perímetro exterior de la ciudad de Cabimas, está compuesto por viviendas y bosque, allí termina la carretera L donde encuentra la Av 42. Más allá hay numerosos galpones industriales al sur y al este hasta la Lara - Zulia, los cuales no son un sector, sino que son considerados parte del área rural. La carretera L y la 42 terminan como vías de tierra.

## Transporte
Ninguna línea llega al sector, la más cercana es la parada de Nueva Cabimas en el sector La Pastora a algunas cuadras al norte.

## Sitios de referencia
- CEMPEZ. Centro de entrenamiento Marítimo y Petrolero del estado Zulia, una de las citadas áreas industriales.
- Estado Rancho de Lata. Cuyo único acceso es una calle que parte de la Av 42.